# Convolvulus remotus
Convolvulus remotus är en vindeväxtart som beskrevs av Robert Brown. Convolvulus remotus ingår i släktet vindor, och familjen vindeväxter. Inga underarter finns listade i Catalogue of Life.